# Devenir adulte
Pour plus de détails, voir Fiche technique et Distribution.
Devenir adulte (Tutti giù per terra) est une comédie dramatique italienne de Davide Ferrario sortie en 1997. 
Il s'agit d'une adaptation du roman homonyme de Giuseppe Culicchia (it) publié en 1994.

## Synopsis
Walter vit à Turin, il est un jeune étudiant inscrit à la faculté de philosophie mais il ne peut accepter le monde académique bureaucratique et pompeux. Il vit sa vie à sa manière, il est romantique, cynique et incapable d'assumer les responsabilités que le monde adulte qui l'entoure lui impose. Après avoir reçu un appel pour effectuer son service civil, il se retrouve dans un centre d'assistance fréquenté par des immigrés où il tente de se rendre utile, mais les désillusions et les difficultés liées à la complexité du monde qui l'entoure mettront à l'épreuve son parcours d'émancipation, caractérisé par une relation salvatrice avec sa tante Caterina, et des conflits avec son père et sa mère. Ses considérations sur le monde, la sexualité et les relations sociales en général, abordées de manière sarcastique et détachée, représentent un vadémécum pour affronter la réalité. Les événements racontés dans le film se termineront de manière inattendue par une rencontre résolument inhabituelle qui représentera un point de départ pour Walter.

## Fiche technique
- Titre français : Devenir adulte[2]
- Titre italien : Tutti giù per terra[3]
- Réalisation : Davide Ferrario
- Scénario : Davide Ferrario d'après le roman homonyme de Giuseppe Culicchia (it) publié en 1994[1].
- Photographie : Giovanni Cavallini (it)
- Montage : Claudio Cormio, Luca Gasparini (it)
- Musique : Consorzio Suonatori Indipendenti (it)
- Décors : Franca Bertagnolli
- Production : Gianfranco Piccioli
- Sociétés de production : Hera International Film
- Pays de production :  Italie
- Langue originale : italien
- Format : Couleurs - 1,85:1 - Son Dolby Digital - 35 mm
- Durée : 98 minutes
- Genre : Comédie dramatique
- Dates de sortie : 
  - Italie : 24 avril 1997
  - France : 23 janvier 2023[2]

## Distribution
- Valerio Mastandrea : Walter Verra
- Carlo Monni : Vittorio, le père de Walter
- Caterina Caselli : Caterina
- Luciana Littizzetto : employée de bureau de poste
- Giovanni Lindo Ferretti : membre de la commission d'examen
- Anita Caprioli : Béatrice
- Adriana Rinaldi : Emma, mère de Walter
- Benedetta Mazzini : Valeria
- Roberto Accornero : Professeur Treppi, dit le sanguinaire.
- Alessandro Partexano : médecin militaire itinérant
- Alessandra Casella : intervieweuse
- Sergio Troiano : Lupo
- Andrea Moretti : Pasquale
- Elisabetta Cavallotti : une enseignante
- Gianluca Gobbi : Alessandro Castracan
- Tommaso Ragno : Giovanni « Lurido »
- Vladimir Luxuria : une prostituée
- Antonella Barrasso : Fatima, la gitane
- Paolo Sena : Militaire
- Giorgio Molino : Franco
- Tina Venturi : Gérante d'un centre commercial
- Claudio Bertoni : le facteur
- Francesca Vettori : Elle-même / Extra